# Le meravigliose favole di Andersen
Le meravigliose favole di Andersen (アンデルセン物語?, Anderusen monogatari, lett. "Le storie di Andersen"; noto anche come: アンデルセン物語 マッチ売りの少女, Anderusen monogatari: Matchi uri no shōjo, lett. "Le storie di Andersen: La piccola fiammiferaia") è un film anime del 1968 diretto da Kimio Yabuki e prodotto dalla Toei Animation, tratto liberamente dalla vita di Hans Christian Andersen e da alcune fiabe di sua creazione.
Il film si focalizza in particolare sulla fiaba de La piccola fiammiferaia e in parte anche su Le scarpette rosse.
Il compositore Seiichirō Uno e gli sceneggiatori Hisashi Inoue e Morihisa Yamamoto prenderanno parte anche alla lavorazione della serie omonima Le fiabe di Andersen (Anderusen Monogatari, 1971), realizzata da Zuyo Enterprise e Mushi Production sulla scia del successo del film in patria. Negli anni a seguire, Toei continuerà a trasporre le opere di Andersen in lungometraggi come: La Sirenetta - La più bella favola di Andersen (1975), Heidi diventa principessa (1977) e Pollicina (1978), e nella serie televisiva Le fiabe più belle.

## Trama
Il piccolo Hans vive nella cittadina di Odense, è il figlio di un povero ciabattino e il suo sogno più grande è di riuscire ad acquistare un biglietto per l'opera. Il bambino trascorre le sue giornate intrattenendo con storie fantastiche i suoi amici, tra cui ci sono il gatto Goro e la piccola Elisa. Un giorno arriva dal cielo con un ombrello un bizzarro signore chiamato zio Ole, che trasporterà Hans in un magico mondo di sogno, aiutandolo ad affrontare le sventure e le ingiustizie della vita senza mai scoraggiarsi. Hans desidera diventare come lo zio Ole per poter raccontare storie meravigliose ai bambini poveri, in particolare a Elisa. Ma lei e sua nonna vengono cacciate di casa essendo così povere da non poter pagare l'affitto. Hans preoccupato per loro e, credendo in un'antica leggenda, fa scivolare una candela lungo il fiume. Nella leggenda, finché la luce rimane accesa, chi ha acceso la luce incontrerà di nuovo la persona amata. Subito dopo si tiene il concorso per le scarpette rosse nella piazza del paese. Le scarpette che il padre di Hans ha realizzato con una speciale pelle magica regalatagli da zio Ole sono le migliori. La figlia viziata del sindaco del villaggio, Karen, insiste per averle e le porta via. Il sindaco esorta il padre di Hans a dimenticarsi del premio, se vuole che anche lui si dimentichi del suo affitto in arretrato. Hans, che stava progettando di vedere l'opera a teatro con il premio in denaro, è molto deluso, ma cercando di non scoraggiarsi inizia a lavorare sodo per guadagnare i soldi del biglietto per l'opera. Andando a teatro trova Elisa mentre cerca di vendere fiammiferi ai passanti. Hans dà tutti i soldi per il biglietto a Elisa e compra tutti i suoi fiammiferi. Contemporaneamente, a teatro, Karen inizia improvvisamente a ballare freneticamente, creando molta confusione. Questo perché, quando una persona avida indossa le scarpe rosse, è costretta a danzare per sempre. Lo zio Ole salva Karen dopo che quest'ultima si è ravveduta. Poi, Hans racconta ai suoi amici la storia della piccola fiammiferia sui gradini del teatro, prendendo ispirazione da Elisa. Quando finisce, segue un tremendo fragore di applausi. Tutti gli abitanti del villaggio stavano ascoltando. Il sindaco decide quindi di mandare il piccolo Hans a scuola a Copenaghen in modo che possa imparare a scrivere storie ancora più belle.

## Colonna sonora
Le canzoni sono state composte da Seiichirō Uno, su testi di Hisashi Inoue.
1. Asa no hikari no uta – cantata da Tadao Takashima
2. Futari no shumi no uta – cantata da Tadao Takashima e Chiharu Kuri
3. Kutsu-ya no uta
4. Tsubasa o hirogeyou – cantata da Tadao Takashima
5. Mimi e no uta – cantata da Yasushi Suzuki
6. Oyasuminasai no uta – cantata da Tadao Takashima
7. Yume o miyou no uta – cantata da Toshiko Fujita

## Distribuzione
Dopo una prima distribuzione cinematografica nel 1968, il film venne riproiettato nei cinema durante il Toei manga matsuri del 1975 in un'edizione tagliata e rimaneggiata, con un titolo più lungo: Anderusen Monogatari: Matchi uri no shōjo.

### Date di uscita e titoli internazionali
Le date di uscita internazionali sono state:
- 19 marzo 1968 in Giappone con una riedizione il 20 dicembre 1975
- 30 aprile in Danimarca (Fra H. C. Andersens eventyr)
- 20 dicembre in Italia[1]
- 5 dicembre 1969 in Germania Ovest (Die wunderbaren Abenteuer des Hans Christian Andersen)
- 1 marzo 1971 negli Stati Uniti (The World of Hans Christian Andersen)
- 4 maggio 1972 in Australia
- 11 dicembre 1975 nelle Filippine (Davao)

### Edizione italiana
Il film è stato distribuito nelle sale italiane il 20 dicembre 1968 con doppiaggio eseguito dalla CDC. Le canzoni vennero lasciate in giapponese mentre i doppiatori le traducono simultaneamente in oversound. Nel 1985 è stato pubblicato in VHS dalla Cinehollywood e successivamente dalla Gruppo Logica 2000 con il titolo Una vita come una fiaba.